# نظریه شتاب
دسته ای از تحلیل‌های سرمایه‌گذاری عمدتاً توجه خود را معطوف به رابطه بین سرمایه و تقاضای بازار می‌کنند که از آنها به عنوان اصل یا نظریه شتاب نامبرده می‌شود. هارود در سال ۱۹۳۶ اصل شتاب را هم به عنوان عامل تعیین‌کنندهٔ سرمایه‌گذاری و هم به عنوان عامل تأثیرگذار بر چرخه‌های تجاری معرفی کرد.

## نظریه شتاب به عنوان نظریه تعیین‌کننده سرمایه‌گذاری
اصولاً سرمایه‌گذاری به خاطر دربرداشتن ریسک، استعداد بی‌ثباتی و نوسان در درون خود دارد. بررسی و پیگیری چرایی نوسانات سرمایه‌گذاری کل با وجود پوشش و توزیع ریسک، به طرح نظریه شتاب به عنوان توضیح دهنده نوسانات مذکور و به‌طور کلی نظریه تعیین سرمایه‌گذاری منجر شد. البته اصل شتاب با این مفهوم، نسبتاً جدید است اگرچه مارکس (۱۸۶۲) در نظریه ارزش اضافی خود به آن اشاره کرده‌است. البته آلبرت آفتالیون (۱۹۱۳)نیز آن را مطرح کرده‌است. اقتصاددان آمریکایی کلارک (۱۹۱۷) با یاداوری اینکه سرمایه‌گذاری در راه از ترافیک و رونق در راه‌آهن و درآمد بالا در آنجا پیروی کرده‌است مدعی شده در کل تغییرات درفروش‌ها یا درآمدها موجب افزایش در سرمایه‌گذاری کل می‌شود. پیگو نیز در سال ۱۹۲۷ به نوعی رابطه شتاب را معرفی کرد. ایده اساسی و زیر بنایی اصل شتاب این است که اولا تقاضا برای کالاهای سرمایه ای یک تقاضای اشتقاقی است و دوم اینکه تغییرات در تقاضا برای محصول به تغییرات در کالای سرمایه‌ای و بنا براین سرمایه‌گذاری منجر می‌شود؛ و مشخصه این اصل آن است که بر نقش تقاضای انتظاری در تعیین سطح سرمایه‌گذاری تأکید می‌کند اما بر قیمت نسبی نهاده‌ها و نرخ بهره تأکید نمی‌کند.

## اثر شتاب دهنده
اثر شتاب دهنده در اقتصاد تأثیر مثبتی بر سرمایه‌گذاری‌های ثابت خصوصی در رشد اقتصاد بازار دارد (به عنوان مثال با تغییر در تولید ناخالص داخلی اندازه‌گیری می‌شود). افزایش تولید ناخالص داخلی (رونق اقتصادی) نشان می‌دهد که مشاغل به‌طور کلی شاهد افزایش سود، افزایش فروش و گردش پول و استفاده بیشتر از ظرفیت‌های موجود هستند. این امر معمولاً نشان می‌دهد که انتظارات سود و اعتماد کسب و کار بالا می‌رود و مشاغل را ترغیب می‌کند تا کارخانه‌ها و ساختمانهای بیشتری را بسازند و ماشین آلات بیشتری نصب کنند. (این هزینه به عنوان سرمایه‌گذاری ثابت نامیده می‌شود) این ممکن است با تحریک درآمد و خرید مصرف‌کننده، یعنی از طریق اثر چند برابر منجر به رشد بیشتر اقتصاد شود. اثر شتاب دهنده نیز به روش دیگری پیش می‌رود: افت تولید ناخالص داخلی (رکود اقتصادی) به سودهای تجاری، فروش، گردش پول، استفاده از ظرفیت و انتظارات آسیب می‌رساند. این به نوبه خود موجب دلسردی سرمایه‌گذاری ثابت و بدتر شدن رکود توسط اثر چند برابر شده‌است. تأثیر شتاب دهنده در شرایطی مناسب است که اقتصاد یا مشاغل خود را از اشتغال کامل دور کند یا در حال حاضر پایین‌تر از آن سطح تولید باشد. این امر به این دلیل است که سطح بالایی از تقاضای کل در برابر حد تعیین شده توسط نیروی کار موجود، موجودی کالاهای سرمایه موجود، در دسترس بودن منابع طبیعی و توانایی فنی اقتصاد برای تبدیل نهاده‌ها به محصولات است. می‌توان آن را در دو دسته نظریهٔ شتاب ساده و انعطاف‌پذیر مورد بحث قرار داد.

## نظریه شتاب ساده
در نظریه شتاب ساده که در سال ۱۹۱۷ توسط کلارک مطرح شد، فرض اساسی آن است که تابع تولید دارای ضرایب ثابت بوده، به ویژه برای تولید هر واحد کالا (که عمدتاً کالای مصرفی مدنظر است) مقدار ثابتی نهاده سرمایه (ماشین آلات و ابزار تولید) لازم است.
اصطلاحاً گفته می‌شود نسبت سرمایه به تولید مقدار ثابتی است. چنانچه سرمایه را با k نشان دهیم و تولید مورد نیاز برای تقاضای بازار را با y نشان دهیم، آنگاه نسبت سرمایه به تولید، k/y عدد ثابتی است و معمولاً با k نشان می‌دهیم؛ مثلاً چنانچه k=۴ باشد بدان معناست که برای تولید هر واحد کالا به اندازه ۴ واحد سرمایه نیاز است. حال می‌توان مقدار موجودی مطلوب سرمایه در نظریه شتاب را به صورت{\displaystyle Kt=kYt}نشان داد که در آن {\displaystyle Kt} بیانگر موجودی مطلوب سرمایه در دوره t است. که موجودی سرمایه بنگاه‌های تولیدی برابراست با نسبت سرمایه به تولید(k) در سطح تقاضای بازار برای کالا و خدمات تولیدکنندگان یا تقاضای کل که باy نشان داده می‌شود؛ مثلاً اگر سطح تقاضای بازار ۱۰۰۰ باشد(۱۰۰۰={\displaystyle Yt})و k=۴ باشد موجودی مطلوب سرمایه برابر است با۴۰۰۰، یعنی برای تولید ۱۰۰۰ واحد کالا به ۴۰۰۰ هزار واحد سرمایه نیاز است. همچنین در نظریه شتاب ساده فرض می‌شود که بنگاه‌ها سرمایه راکد یا بیکار ندارند. این بدان معناست که اگر تقاضای بازار افزایش یابد، با توجه به اینکه برای تولید هر واحد کالا مقدار مشخصی سرمایه لازم است و باتوجه به اینکه سرمایه راکد وجود ندارد، باید موجودی سرمایه افزایش یابد. همچنین فرض دیگری که در نظریه شتاب ساده وجود دارد آن است که اگر در پاسخ به افزایش تقاضای بازار نیاز به افزایش موجودی سرمایه (ماشین آلات و ابزار تولید) باشد، فراهم ساختن کالاهای سرمایه ای بدون نیاز به افزایش قیمت آنها میسر می‌شود؛ بنابراین در نظریه شتاب ساده چنین ادعا می‌شود که بنگاه‌ها همواره موجودی سرمایه خود را در حد مطلوب قرار می‌دهند و همینکه موجودی سرمایه تغییر کرد بنگاه‌ها موجودی سرمایه واقعی خود را بدون هیچ وقفه ای تغییر می‌دهند تا با حد مطلوب برابر می‌شود. پس در این شرایط هر تغییری در تقاضای کل اقتصاد منجر به تغییری در موجودی سرمایه بنگاه‌های تولید می‌شود. که به صورت{\displaystyle \Delta Kt=k\Delta Yt}نشان داده می‌شود. این رابطه بیان می‌کند که تغییرات موجودی سرمایه طی دوره t، برابراست با نسبت سرمایه به تولید، در تغییر تقاضای کل بازار طی دوره t. حال باتوجه به اینکه تغییر موجودی سرمایه در صورتی اتفاق می‌افتد که سرمایه‌گذاری خالص صفر نباشد، پس در واقع تغییرات موجودی سرمایه چیزی نیست جز سرمایه‌گذاری خالص که با {\displaystyle Int} نشان می‌دهیم، پس می‌توان نوشت:{\displaystyle Int=k\Delta Y} که این رابطه بیان می‌کند سرمایه‌گذاری خالص ضریبی از تقاضای کل بازار است، یا به عبارت دیگر سرمایه‌گذاری خالص تابعی متناسب از تغییرات تقاضای کل است. از آنجا که معمولاً k>1است (بدان معنا که معمولاً برای تولید هر واحد کالا بیش از یک واحد سرمایه لازم است) تغییر تقاضای کل سبب تغییر به مراتب شدیدتری در سرمایه‌گذاری خالص خواهد شد که مفهوم اصل شتاب در ارتباط با همین موضوع بوده‌است. طبق این روابط سه حالت پیش می‌آید که اگر تغییرات تقاضای مثبت باشد سرمایه‌گذاری خالص نیز مثبت است، اگر صفر باشد سرمایه‌گذاری خالص صفر می‌شود و اگر منفی باشد سرمایه‌گذاری خالص منفی می‌شود. حال باتوجه به اینکه معمولاً فرض می‌شود که طی هر دوره درصدی از موجودی سرمایه بر اثر بکارگیری در تولید کالا و خدمات فرسوده و مستهلک می‌شود، می‌توان سرمایه‌گذاری جایگزینی را به صورت{\displaystyle Irt=\delta Kt-1} نوشت.{\displaystyle \delta } نرخ استهلاک می‌باشد و{\displaystyle Kt-1} موجودی سرمایه در انتهای دورهt-1 و ابتدای دوره t است (از آنجا که موجودی سرمایه انتهای دورهt-1 یا ابتدای دوره t طی دورهt مستهلک می‌شود، به همین دلیل نرخ استهلاک در موجودی سرمایه انتهای دورهt-1 ضرب شده‌است نه در موجودی سرمایه انتهای دورهt). حال جمع زدن سرمایه‌گذاری خالص و جایگزینی، سرمایه‌گذاری کل یا ناخالص بدست می‌آید که چنین است:{\displaystyle Igt=Int+Irt=k\Delta Yt+\delta Kt-1}طبق رابطه سرمایه‌گذاری ناخالص یا کل دوره تابعی از تغییرات تقاضای کل و موجودی سرمایه دوره قبل است. دو نکته در مورد نظریه شتاب قابل بحث است اولا در نظریه شتاب ساده برای آنکه سرمایه‌گذاری خالص و کل همواره در حال افزایش باشد لازم است افزایش تقاضای کل شتاب بگیرد و ثانیاً نوسانات قابل توجهی در سرمایه‌گذاری بر اثر نوسان تقاضای کل به وجود می‌آید که خود نوسان سرمایه‌گذاری مجدداً به تکرار سیکل‌های تجاری کمک می‌کند. پس نظریه شتاب ساده در واقع نظریه ای برای توضیح چرخه‌های تجاری است.

## نظریه شتاب انعطاف‌پذیر
در نظریه شتاب انعطاف‌پذیر که گاهی اوقات مدل تعدیل جزئی نامیده می‌شود، همانند نظریه شتاب ساده فرض بر آن است که برای تولید هر واحد کالا به مقدار مشخصی و ثابتی سرمایه نیاز است. (همان‌طور که در نظریه شتاب ساده بیان شد) در مدل یا نظریه شتاب انعطاف‌پذیر برخلاف نظریه شتاب ساده چنین استدلال می‌شود که بنگاه‌ها به محض پی بردن و اطلاع از موجودی بهینه سرمایه به آن دست نمی‌یابند. به عبارت دیگر در واقعیت موجودی سرمایه با آنچه مطلوب است متفاوت بوده و فوراً به حد مطلوب تعدیل نمی‌شود و مدت زمانی طول می‌کشد تا موجودی واقعی به سمت حد مطلوب آن تغییر یافته و تعدیل شود. دلایلی که برای عدم قرار گرفتن موجودی سرمایه در حد مطلوب آن ذکر می‌شود متفاوت اند که به برخی ازآنها می‌توان اشاره کرد. اولین موضوعی که سبب می‌شود موجودی واقعی سرمایه بلافاصله با موجودی مطلوب سرمایه برابر نشود و به آن حد نرسد، آن است که افزایش موجودی سرمایه و ظرفیت تولید فعالیتی زمان بر است و انجام آن مدتی طول می‌کشد بویژه برای پروژه‌های بزرگ سرمایه‌گذاری این وقفه طولانی‌تر است. عامل دوم دومی که باعث می‌شود موجودی سرمایه فوراً به حد مطلوب نرسد آن است که تولیدکنندگان ممکن است از دائمی بودن افزایش تقاضای بازار مطمئن نباشند به عبارت دیگر مدت زمانی طول می‌کشد تا بنگاه‌ها افزایش تقاضا را دائمی تلقی کنند. از این جهت رفتار سرمایه‌گذاری همانند رفتار مصرفی در نظریه فریدمن بوده و سرمایه‌گذار جهت تغییر موجودی سرمایه به هر تغییر تقاضایی واکنش فوری نشان نمی‌دهد. دلیل سوم آن است که تهیه کالاهای سرمایه ای به سرعت امکان‌پذیر نیست. در واقع اگر در واکنش به افزایش تقاضای کل همه بنگاه‌ها شروع به انجام سرمایه‌گذاری برای رساندن موجودی سرمایه به حد مطلوب و مورد نیاز آن نمایند، به دلیل نامحدود نبودن کشش عرضه کالاهای سرمایه ای، برروی قیمت کالاهای سرمایه فشار ایجاد می‌شود و قیمت شروع به افزایش می‌کند که باعث کاهش سودآوری و بازدهی سرمایه‌گذاری می‌شود پس بنگاه‌ها سعی می‌کنند به تدریج اقدام به سرمایه‌گذاری برای افزایش موجودی سرمایه کنند. عامل دیگر آن است که بنگاه‌ها برای افزایش موجودی سرمایه تا حدی متکی به تهیه منابع مالی از بانک‌ها و سایر واسطه‌های مالی هستندو محدودیت در دسترسی به منابع مالی گاهی اوقات مانع افزایش فوری سرمایه می‌شود. با توجه به دلایل ذکر شده در مدل شتاب انعطاف‌پذیر چنین استدلال می‌شود که موجودی واقعی سرمایه به تدریج به سوی موجودی مطلوب می‌رود. برای بیان چنین وقفه‌هایی از الگوهای متفاوتی می‌توان استفاده کرد که رایج‌ترین آنها به شکل {\displaystyle Kt-Kt-1=\lambda (*Kt-Kt-1)} است که {\displaystyle Kt} موجودی واقعی سرمایه است در انتهای دورهt و همچنین{\displaystyle \lambda } ضریب تعدیل است که بین صفر و یک است. حال اگر {\displaystyle Kt-Kt-1} چیزی جز تغییر در موجودی سرمایه نبست که می‌توان آن را با {\displaystyle Int} نشان داد که همان سرمایه‌گذاری خالص است. همچنین در مدل شتاب انعطاف‌پذیر همانند مدل ساده سرمایه‌گذاری جایگزینی به صورت {\displaystyle Irt=\delta Kt-1}است. حال چنانچه سرمایه‌گذاری خالص را با جایگزینی جمع کنیم این رابطه بدست می‌آید:{\displaystyle {\displaystyle Igt=Int+Irt=\lambda kYt-\lambda Kt-1+\delta Kt-1}} که طبق رابطه سرمایه‌گذاری کل یا ناخالص تابعی مستقیم از سطح تقاضای کل و تابعی معکوس از موجودی سرمایه دوره قبل است (زیرا معمولاً{\displaystyle \lambda >\delta } استو ضریب{\displaystyle Kt-1} منفی خواهد بود. بدین ترتیب در اصل شتاب سرمایه‌گذاری خالص تابع مستقیم و متناسب تغییرات تقاضای کل است در حالی که در شتاب انعطاف‌پذیر سرمایه‌گذاری خالص تابع مستقیم سطح تقاضای کل است. در هردو مدل، سرمایه‌گذاری جایگزینی ضریبی از موجودی سرمایه دوره قبل است.

## چرخه‌های تجاری در مقابل شتاب
از آنجا که اثر شتاب بیانگر این است که افزایش درآمد باعث تسریع در انباشت سرمایه می‌شود و کاهش درآمد باعث کاهش سرمایه می‌شود (در یک مدل ساده)، این ممکن است باعث شود سیستم ناپایدار یا چرخه ای شود، و از این رو بسیاری از مدل‌های چرخه کسب و کار از این دست هستند. (مدل شتاب‌دهنده چند برابر)

## مدل شتاب دهنده نئوکلاسیک
در مدل شتاب دهنده نئوکلاسیک یورگنسون، سهام سرمایه مورد نظر از عملکرد تولید کل با فرض حداکثر سود و رقابت کامل بدست می‌آید. در مدل اصلی یورگنسون (1963) اثر شتاب وجود ندارد زیرا سرمایه‌گذاری آنی است، بنابراین سهام سرمایه می‌تواند پرش کند.